# Стара Башта
Стара Башта (слч. Stará Bašta) насељено је мјесто са административним статусом сеоске општине (слч. obec) у округу Римавска Собота, у Банскобистричком крају, Словачка Република.

## Становништво
| Година:    | 1994. | 2004.    | 2014.    | 2024.   |
| ---------- | ----- | -------- | -------- | ------- |
| Број људи: | 416   | 368      | 318      | 323     |
| Разлика:   |       | -11,53 % | -13,58 % | +1,57 % |

| Година:    | 2023. | 2024.   |
| ---------- | ----- | ------- |
| Број људи: | 319   | 323     |
| Разлика:   |       | +1,25 % |

Према подацима о броју становника из 2011. године насеље је имало 328 становника.